# N44 (astronomia)
N44 è una nebulosa diffusa visibile nella Grande Nube di Magellano, nella costellazione del Dorado.
È un oggetto di notevole estensione, posto 2 gradi a nord del centro della galassia, al cui interno brilla un ammasso aperto formato da giovani stelle calde, di colore blu; la caratteristica principale di questa nube è la presenza, in direzione dell'ammasso, di una grande area priva di gas: una possibile spiegazione può essere che la materia sia stata spazzata via dal vento stellare delle componenti dell'ammasso stesso, ma la forma irregolare del vuoto potrebbe indicare che esso si sia formato a seguito di un'esplosione di supernova; tuttavia, la natura dei gas all'interno e la loro stratificazione non è ancora del tutto nota. La nebulosa emette raggi X, e dista dal Sole 170 000 anni-luce.